# Rheinufer Büsingen-Gailingen
Das Rheinufer Büsingen-Gailingen ist ein vom Landratsamt Konstanz am 21. Juni 1957 durch Anordnung ausgewiesenes Landschaftsschutzgebiet am Ufer des Hochrheins auf dem Gebiet der Gemeinden Büsingen und Gailingen.

## Lage
Das rund 2,5 km² große Schutzgebiet liegt im äußersten Süden Baden-Württembergs am Ufer des Hochrheins unmittelbar an der Grenze zur Schweiz. Das Gebiet gehört zum Naturraum Hegau.

## Landschaftscharakter
Das Hochrheinufer südöstlich von Gailingen ist als Steilhang ausgeprägt und von Mischwald bedeckt. Weiter rheinabwärts öffnet sich eine von landwirtschaftlich genutzten Flächen dominierte Kulturlandschaft mit Äckern, Wiesen, Magerrasen und, Obstplantagen und Streuobst. In Büsingen ist das Rheinufer zunächst wieder bewaldet und wird mit zahlreichen Bootsanlegern und Freizeithütten zu Erholungszwecken genutzt. Die Rheinwiese ist ein Feuchtbiotop mit Schilfröhricht und Großseggenrieden.

## Zusammenhängende Schutzgebiete
Südwestlich von Gailingen überschneidet sich das Landschaftsschutzgebiet mit einem Teilgebiet des FFH-Gebiets Gottmadinger Eck.